# Stopplaats Froombosch
Froombosch of Vroombosch (geografische afkorting Frb) was een stopplaats aan de Woldjerspoorweg tussen Groningen en Weiwerd. De stopplaats was geopend van 1 juli 1929 tot 5 mei 1941.
Zoals alle stations op de lijn was het eendelige stationsgebouw ontworpen door Ad van der Steur, maar het was kleiner dan het driedelige Standaardtype Woldjerspoor. In 1970 moest dit gebouw wijken voor de aanleg van een autoweg. Het station lag aan de Ruitenweg in Froombosch.
0: Groningen ·
5: Roodehaan ·
7: Engelbert ·
9: Bieleveldslaan ·
10: Harkstede-Scharmer ·
15: Kolham ·
17: Froombosch ·
19: 's Gravenschans ·
20: Slochteren ·
22: Wijgchelsheim ·
23: Schildwolde-Hellum ·
25: Zandelaan ·
26: Siddeburen ·
27: Leentjerweg ·
32: Tjugchem-Meedhuizen ·
37: Weiwerd
Appingedam · 
Bad Nieuweschans ·
Baflo · 
Bedum · 
Delfzijl · 
-West · 
Eemshaven ·
Grijpskerk · 
Groningen · 
-Europapark ·
-Noord ·
Haren · 
Hoogezand-Sappemeer · 
Kropswolde · 
Loppersum · 
Martenshoek · 
Roodeschool · 
Sauwerd · 
Scheemda · 
Stedum · 
Uithuizen · 
Uithuizermeeden · 
Usquert · 
Veendam · 
Warffum · 
Winschoten · 
Winsum · 
Zuidbroek · 
Zuidhorn
Voormalige stations: zie de lijst van voormalige spoorwegstations in Groningen